# Pentro di Isernia rosato
Il Pentro di Isernia rosato è un vino DOC la cui produzione è consentita nella provincia di Isernia.

## Caratteristiche organolettiche
- colore: rosa più o meno intenso.
- odore: delicato, gradevole, caratteristico.
- sapore: asciutto, armonico, lievemente fruttato, fresco.

## Produzione
Provincia, stagione, volume in ettolitri
- nessun dato disponibile